# Cambrioleurs ingénieux
Cambrioleurs ingénieux è un cortometraggio muto del 1907. Il nome del regista non viene riportato nei credit.

## Trama
Un ladro d'appartamenti si presenta alla porta di una casa elegante fingendosi un corriere e consegna al maggiordomo un armadio. Il mobile viene portato in una stanza e lasciato lì. Dentro, però, vi è nascosto un complice del ladro che, rimasto solo, esce dal suo nascondiglio e fa piazza pulita degli oggetti di valore che si trovano nella stanza. Il finto corriere, intanto, ritorna dal maggiordomo e, quasi in lacrime, gli confessa di aver sbagliato indirizzo e gli chiede di riconsegnargli il mobile. Quando riprende l'armadio, lo porta giù aiutato dal maggiordomo. Un agente di polizia, insospettito da quell'andirivieni, vuole aprire l'armadio. Il complice riesce a scappare con la refurtiva dall'uscita posteriore mentre il poliziotto si infila dentro il mobile che i due ladri chiudono e poi buttano nel fiume.
In acqua, la strana imbarcazione galleggia in preda alla corrente finché un marinaio curioso "pesca" l'armadio, trovandovi dentro l'agente mezzo annegato.

## Produzione
Il film fu prodotto dalla Pathé Frères.

## Distribuzione
Distribuito dalla Pathé Frères, il film - un cortometraggio di 155 metri - uscì nelle sale francesi nel 1907. La Pathé lo distribuì anche negli Stati Uniti, dove venne importato e presentato il 14 dicembre 1907 con il titolo inglese Up-to-Date Burglars